# Jimmy Stewart (Sweet Peach)
Jimmy Stewart (1943/1946) is een Brits songwriter en producer. Hij werkte eerst in Engeland en vertrok eind jaren zestig naar Australië. Hier richtte hij het label Sweet Peach op en werkte hij samen met Doug Ashdown. Enkele jaren later ging hij naar Nashville en keerde vervolgens weer terug naar Australië. Het nummer Winter in America, waarmee Ashdown en René Froger een hit hadden, heeft hij mede geschreven.

## Biografie
Stewart is mogelijk van Noord-Ierse komaf. Hij werkte in 1964 in Engeland en maakte tot 1975 een loopbaan als producer en geluidstechnicus. Hij schreef in die tijd ook muziek met voornamelijk Gerry Langley, zoals Anonymous Mr. Brown dat in 1967 op een single werd gezet door Tony Crane en nog hetzelfde jaar werd gecoverd door The Cats. Verder verscheen van het duo We can get there by candlelight (1969) op een single van The New Faces. Een ander nummer van het duo, Dream street rose, werd in 1967 door Wayne Newton uitgebracht. Hun lied Miss felicity grey (1967) door The Guess Who werd enkele malen gecoverd, onder meer door Claude Francois in 2008.
Rond 1968 ging hij naar Melbourne. Hier zette hij met de latere arts Geoffrey Edelsten de band Pastoral Symphony op, die herinnerd wordt als de eerste gefabriceerde band van Australië. De band had één hit.
Vervolgens zette Stewart in 1969 het label Sweet Peach op in Adelaide. Kort erop kwam Doug Ashdown erbij als mede-eigenaar, en verder was de Amerikaanse Pam Coleman een van de drie eigenaren. Het label werd rond ongeveer 1972 opgeheven. Stewart en Ashdown componeerden ook veel werk samen. Met het label brachten ze in die paar jaar rond de veertig singles op de markt. Ze vertegenwoordigden verschillende rockbands en singer-songwriters, onder wie Kevin Johnson.
Ook produceerde Stewart daar Ashdowns album Age of mouse dat ze samen hadden geschreven, met onder meer het nummer The saddest song of all. Het album leverde een redelijk succes op, wat hen voldoende vertrouwen gaf om naar Nashville te vertrekken. Hier schreven ze Just thank me, waarmee David Rogers op nummer 17 van de Hot Country Songs terechtkwam.
Terug in Australië, eind 1973 / begin 1974, zette hij met Ashdown het label Billingsgate op. Dit label werd in april 1976 opgeheven. Zes van de elf platen werden uitgevoerd door Ashdown zelf. Een nummer dat ze nog in de VS hadden geschreven was Winter in America, dat toen nog Leave love enough alone heette. Ashdown bracht het origineel uit in 1974. Pas toen hij het in 1976 nogmaals uitbracht onder de titel Winter in America werd het een hit in Australië en Europa. In 1988 was een cover de doorbraak voor René Froger.